# Cesare Ugolini
Cesare Ugolini (Ferrara, 5 ottobre 1628 – Siena, dicembre 1699) è stato un vescovo cattolico italiano.

## Biografia
Nato a Ferrara il 5 ottobre 1628, fu vicario generale dell'arcidiocesi di Siena e canonico della cattedrale.
Venne nominato vescovo di Grosseto il 13 aprile 1665 e consacrato a Roma nella chiesa di Sant'Ignazio il 3 maggio seguente dal cardinale Scipione Pannocchieschi d'Elci e i vescovi Giacomo Teodolo e Giacinto Cordella. Il 30 novembre 1674 consacrò solennemente la nuova chiesa di Sant'Andrea Apostolo a Tirli. Arricchì la mensa vescovile di due benefici ecclesiastici nel 1685; tenne il sinodo diocesano il 14 e 15 aprile 1692, poi stampato a Roma e a Siena nel 1695. Il 20 aprile 1692 consacrò nuovamente la chiesa dei Bigi, allora intitolata a santa Chiara.
Morì nel mese di dicembre del 1699 e fu sepolto a Siena nella chiesa di San Martino.

## Genealogia episcopale
La genealogia episcopale è:
- Cardinale Scipione Rebiba
- Cardinale Giulio Antonio Santori
- Cardinale Girolamo Bernerio, O.P.
- Arcivescovo Galeazzo Sanvitale
- Cardinale Ludovico Ludovisi
- Cardinale Luigi Caetani
- Cardinale Scipione Pannocchieschi d'Elci
- Vescovo Cesare Ugolini